# Трстјење
Трстјење (слч. Trstené) насељено је мјесто са административним статусом сеоске општине (слч. obec) у округу Липтовски Микулаш, у Жилинском крају, Словачка Република.

## Становништво
| Година:    | 1994. | 2004.   | 2014.    | 2024.   |
| ---------- | ----- | ------- | -------- | ------- |
| Број људи: | 202   | 205     | 233      | 219     |
| Разлика:   |       | +1,48 % | +13,65 % | -6,00 % |

| Година:    | 2023. | 2024.   |
| ---------- | ----- | ------- |
| Број људи: | 217   | 219     |
| Разлика:   |       | +0,92 % |

Према подацима о броју становника из 2011. године насеље је имало 231 становника.